# Kornjordloppa
Kornjordloppa (Phyllotreta vittula) är en skalbaggsart som först beskrevs av Ludwig Redtenbacher 1849.  Kornjordloppa ingår i släktet Phyllotreta, och familjen bladbaggar. Arten är reproducerande i Sverige.

## Bildgalleri

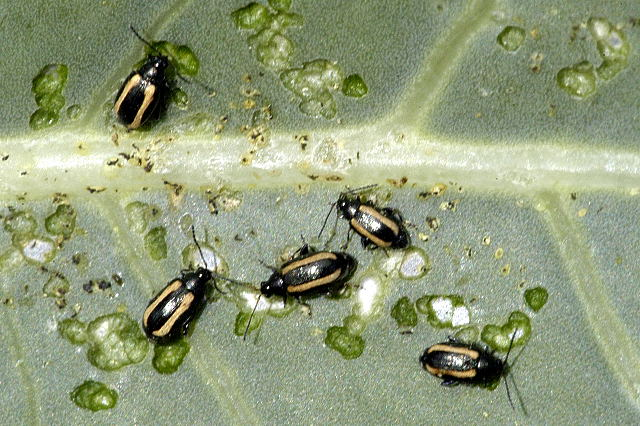
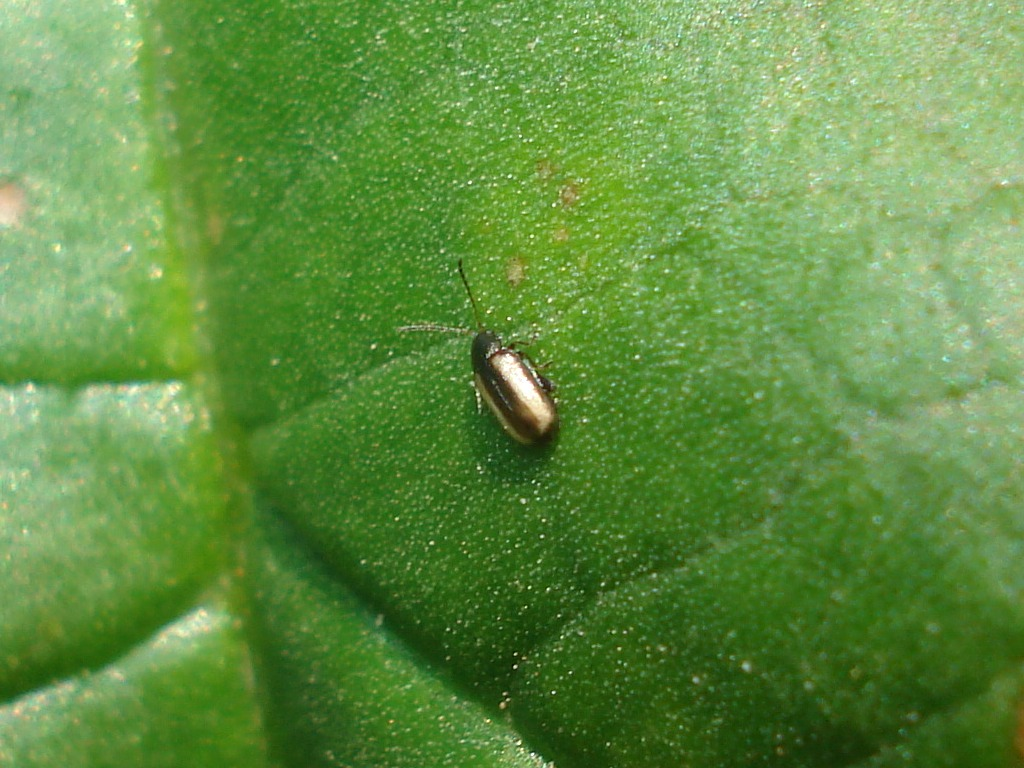